# Mary Midgley
Mary Beatrice Midgley, britanska filozofinja in predavateljica, * 13. september 1919, † 10. oktober 2018
Znana je po svojem filozofskem delu na področju znanosti, etike in pravic živali.

## Zgodnje življenje in študij
Mary Beatrice Midgley, rojena Scrutton, se je 13.  septembra 1919 rodila v Londonu Lesley in Tomu Scruttonu. Odraščala je v mestih Cambridge, Greenford in Ealing, šolala pa se je na Downe House School v Cold Ash v Berkshiru, kjer se je zanimala za klasično literaturo in filozofijo.
Midgley je jeseni 1937 opravila sprejemne izpite za univerzo v Oxfordu in se vpisala na Somerville College. Leto pred začetkom študija je bilo dogovorjeno, da bo tri mesece živela v Avstriji in se učila nemškega jezika, vendar je morala po enem mesecu oditi zaradi poslabšanja političnih razmer. Na Somervillu je študirala literaturo s poudarkom na klasični antični literaturi skupaj z Iris Murdoch in diplomirala z odliko.
Po razkolu v laburističnem klubu na Oxfordu zaradi delovanja Sovjetske zveze je bila skupaj s Tonyjem Croslandom in Royem Jenkinsom v odboru novoustanovljenega Kluba demokratičnih socialistov.

## Kariera
Midgley je zapisala, da je na njeno kariero v filozofiji morda vplivalo to, da so imele ženske v tistem času več besede v razpravah, saj je veliko moških študentov po enem letu odšlo v vojno.
Midgley je leta 1942 zapustila Oxford in se zaposlila v državni upravi, saj ji je druga svetovna vojna onemogočila diplomsko delo. Namesto tega je do konca vojne opravljala različna dela, ki so veljala za nacionalno pomembna. V tem času je bila tudi učiteljica na šolah Downe in Bedford. Leta 1947 se je vrnila v Oxford, kjer je opravljala podiplomski študij pri Gilbertu Murrayju. Začela je raziskovati Plotinov pogled na dušo, ki ga je opisala kot tako nemodernega in tako obsežnega, da ni nikoli dokončala svojega dela.
Leta 1949 je Midgley odšla na univerzo v Readingu, kjer je štiri semestre poučevala na oddelku za filozofijo. Leta 1950 se je poročila z Geoffreyjem Midgleyjem, prav tako filozofom, ki je živel med letoma 1921 in 1997. Preselila sta se v Newcastle, kjer se je on zaposlil na oddelku za filozofijo Univerze v Newcastlu. Midgley je za nekaj let prenehala poučevati, medtem ko je imela tri sinove - Toma, Davida in Martina -  nato pa se je zaposlila na oddelku za filozofijo v Newcastlu, kjer je poučevala med letoma 1962 in 1980. 
Med študijem v Newcastlu je začela študirati etologijo, kar je privedlo do njene prve knjige. Univerzi Durham in Newcastle sta ji podelili častni doktorat.

## Smrt
Midgley je umrla 10. oktobra 2018 pri starosti 99 let v mestu Jesmond.

## Ideje in argumenti
Midgley je trdila, da filozofija ni nekaj, kar bi bilo rezervirano za intelektualce in akademike. Po njenem mnenju je to nekaj, kar počnemo vsi.

### Filozofija in religija
Kljub vzgoji sama ni sprejela krščanstva. Prav tako je bila mnenja, da svetovnih religij ne smemo preprosto ignorirati.
Midgleyjina knjiga Wickedness (1984) je bila opisana kot najbližja obravnavi teološke teme: problema zla. Vendar Midgley pravi, da moramo razumeti človekovo sposobnost za hudobijo, namesto da za to krivimo Boga. Trdila je, da zlo, ki je po njenem mnenju odsotnost dobrega, izhaja iz vidikov človeške narave in ne iz zunanje sile. 
Midgley je izrazila tudi zanimanje za zamisli Paula Daviesa o neločljivi neverjetnosti reda v vesolju. Trdila je, da obstaja nekakšna težnja k oblikovanju reda, vključno z življenjem in zaznavnim življenjem. Po njenem mnenju je najboljši način, da o tem govorimo s pojmom življenjska sila, čeprav je priznala, da je ta pojem nejasen. Prav tako je trdila, da je hvaležnost pomemben del motivacije za teizem.
To razumevanje je povezano tudi z Midgleyjino trditvijo, da ima koncept Gaje tako znanstveni kot verski vidik. Menila je, da ljudje to težko razumejo, ker so se naši pogledi na znanost in religijo tako zožili, da so povezave med njima zabrisane.

### Gaja in filozofija
Midgley je podpirala hipotezo o Gaji Jamesa Lovelocka. Del njene glavne strasti je bil, da oživi naše spoštovanje do zemlje. Midgley je Gajo označila za preboj, saj je bilo prvič, da je teorija, ki izhaja iz znanstvenih meritev, vsebovala moralni imperativ - potrebo po delovanju v interesu tega živega sistema, od katerega smo vsi odvisni.
Leta 2001 je Midgley skupaj z Davidom Midgleyjem in Tomom Wakefordom ustanovila mrežo Gaia Network in postala njen prvi predsednik. Njihova redna srečanja o posledicah Gaje so privedla do knjige Earthy realism, ki jo je leta 2007 uredila Midgley in v kateri je skušala združiti znanstvene in duhovne vidike teorije Gaja.
Midgley je leta 2001 za Demos napisala brošuro Gaia: The next big idea, v kateri zagovarja pomen ideje Gaje kot močnega orodja v znanosti, morali, psihologiji in politiki za bolj celostno razumevanje sveta. 
Njena knjiga Science and Poetry, ki je prav tako izšla leta 2001, vsebuje tudi razpravo o ideji Gaje, ki je koristna tako pri iskanju praktičnih rešitev za okoljske probleme kot tudi pri bolj realističnem pogledu na nas same.

### Redukcionizem in materializem
Midgley je nasprotovala redukcionizmu ali poskusu uveljavljanja enega samega pristopa k razumevanju sveta, zato je trdila, da potrebujemo znanstveni pluralizem - priznanje, da obstaja veliko neodvisnih oblik in virov znanja.
Beast and Man je raziskava človeške narave in reakcija na redukcionizem sociobiologije ter relativizem in behaviorizem, ki sta po njenem mnenju prevladovala v večini družboslovnih ved. Relativizem je spoznavnoteoretična smer, po kateri je človeško znanje odvisno od odnosa med človekom in predmetom spoznavanja, behaviorizem pa je ameriška psihološka smer, ki proučuje človeka iz njegovega obnašanja in ravnanja (Fran, 2022, [internet]). 
Trdila je, da so ljudje bolj podobni živalim, kot so takrat priznavali mnogi družboslovci in da je treba človeka razumeti predvsem kot vrsto živali. Te so namreč v mnogih pogledih bolj izpopolnjene, kot je bilo sprejeto, zato se lahko od njih veliko naučimo.
Njena knjiga Evolution as a Religion je obravnavala teorije evolucijskih biologov, vključno z Richardom Dawkinsom, medtem ko je v Science as Salvation Midgley obravnavala teorije fizikov in raziskovalcev umetne inteligence. Midgley piše, da še vedno verjame, da te teorije nimajo nič skupnega z nobeno ugledno teorijo evolucije in ne bodo rešile resničnih družbenih in moralnih problemov, s katerimi se sooča svet. Zaključila je: "Še vedno se mi zdi, da so te sheme le premestitvene dejavnosti, predlagane zato, da bi se izognili soočenju z našimi resničnimi težavami." 
Midgley je leta 2014 napisala knjigo Are you an illusion? kot odgovor na trditev Francisa Cricka v knjigi The Astonishing Hypothesis, da sta človekov občutek osebne identitete in svobodne volje zgolj vedenje živčnih celic. Napadla je razumevanje, ki je neločljivo povezano s tem argumentom, da lahko vse, vključno z občutkom sebe, razumemo s pomočjo fizikalnih lastnosti. Namesto tega je trdila, da obstajajo različne ravni razlage, ki jih je treba preučevati z različnimi metodami.

### Debata Midgley-Dawkins
John Leslie Mackie je v reviji Kraljevega inštituta za filozofijo objavil članek z naslovom The Law of the Jungle: Moral Alternatives and Principles of Evolution, v katerem je pohvalil Dawkinsovo knjigo The Selfish Gene in razpravljal, kako bi njene ideje lahko uporabili v moralni filozofiji. Midgley se je odzvala z besedami "Gene-Juggling" (žongliranje z geni), v katerih je trdila, da gre pri sebičnem genu za psihološki egoizem in ne za evolucijo. Dawkins je leta 1981 odgovoril, da je ta komentar težko primerljiv s komentarjem v uglednih revijah zaradi pokroviteljstva do kolega akademika.
Slaba volja med Dawkinsom in Midgley se ni zmanjšala. V opombi v drugi izdaji The Selfish Gene (1989) Dawkins omenja njen "zelo nerazumen in zloben članek". Midgley je še naprej kritizirala Dawkinsove ideje. V svojih knjigah Evolution as a Religion (2002) in The Myths We Live By (2003) je pisala o njegovi zmedeni rabi jezika - izraze, kot je "sebičen", uporablja na različne načine, ne da bi bralca opozoril na spremembo pomena - in o nekaterih njegovih retoričnih besedah, ki so po njenem mnenju bolj podobni religiji kot znanosti.
V knjigi The Solitary Self: Darwin and the Selfish Gene iz leta 2010 trdi, da so preprosti enostranski opisi človeških motivov, kot je težnja po sebičnem genu v nedavni neodarvinistični misli, lahko poučni, vendar so vedno nerealni.

## Dela
Midgleyjina prva knjiga Beast and Man (1978) je izšla pri njenih devetinpetdesetih letih, nato pa je napisala še več kot 15 knjig, med njimi Animals and Why They Matter (1983), Wickedness (1984), The Ethical Primate (1994), Evolution as a Religion (1985) in Science as Salvation (1992). Njena avtobiografija The Owl of Minerva je izšla leta 2005.
V slovenščino sta prevedena njena članka Filoinstalaterstvo in Praktični utopizem, ki sta izšla leta 2006.

### Seznam del
- Midgley, Mary (6. oktober 2021). Beast and Man. London: Routledge. doi:10.4324/9780203380192. ISBN 978-0-203-38019-2.
- Midgley, Mary (1981). Heart and Mind: The Varieties of Moral Experience. Routledge.
- Midgley, Mary (1983). Animals and Why They Matter: A Journey Around the Species Barrier. University of Georgia Press.
- Midgley, Mary; Hughes, Judith (1983). Women's Choices: Philosophical Problems Facing Feminism. Weidenfeld and Nicolson.
- Wickedness: A Philosophical Essay, by Mary Midgley, Observer (1984). Princeton University Press. 19. januar 2014. str. 224–226. doi:10.2307/j.ctt4cgb2q.48.
- Midgley, Mary (1984). Biological and Cultural Evolution. Institute for Cultural Research.
- MIDGLEY, MARY (1. november 2002). »Evolution as a Religion«. doi:10.4324/9780203472682. {{navedi revijo}}: Sklic magazine potrebuje|magazine= (pomoč)
- Midgley, Mary (1989). Wisdom, Information and Wonder: What Is Knowledge For?. Routledge.
- Midgley, Mary (1989). Can't We Make Moral Judgements?. Bristol Press.
- Midgley, Mary (1992). Science As Salvation: A Modern Myth and Its Meaning. Routledge.
- Midgley, Mary (1994). The Ethical Primate. Abingdon, UK: Taylor & Francis. doi:10.4324/9780203287507. ISBN 978-0-203-28750-7.
- Midgley, Mary (2. september 2003). »Utopias, Dolphins and Computers«. doi:10.4324/9780203436080. {{navedi revijo}}: Sklic magazine potrebuje|magazine= (pomoč)
- Midgley, Mary (2002). Science and poetry. Routledge. ISBN 978-0-415-27632-0. OCLC 827363385.
- Midgley, Mary (2001). Gaia: The Next Big Idea. Demos publications.
- Midgley, Mary (2003). Myths We Live By. Routledge.
- Midgley, Mary (2005). The Owl of Minerva: A Memoir. Routledge.
- Midgley, Mary (30. september 2010). The Solitary Self. Acumen Publishing Limited. doi:10.1017/upo9781844654833. ISBN 978-1-84465-483-3.
- Midgley, Mary (2010). Are you an Illusion?. Acumen.
- Midgley, Mary (2018). What Is Philosophy For?. Bloomsbury.

## Priznanja
Midgley je leta 1995 prejela častni doktorat Univerze Durham in leta 2008 častni doktorat civilnega prava Univerze Newcastle. Bila je častna članica raziskovalnega centra za politiko, etiko in znanosti o življenju na univerzi Newcastle. Leta 2011 je bila prva dobitnica nagrade Philosophy Now za prispevek v Boju proti neumnosti.